# Stichopogon ramakrishnai
Stichopogon ramakrishnai là một loài ruồi trong họ Asilidae. Stichopogon ramakrishnai được Joseph & Parui miêu tả năm 1997. Loài này phân bố ở miền Ấn Độ - Mã Lai.